# Christa Maar

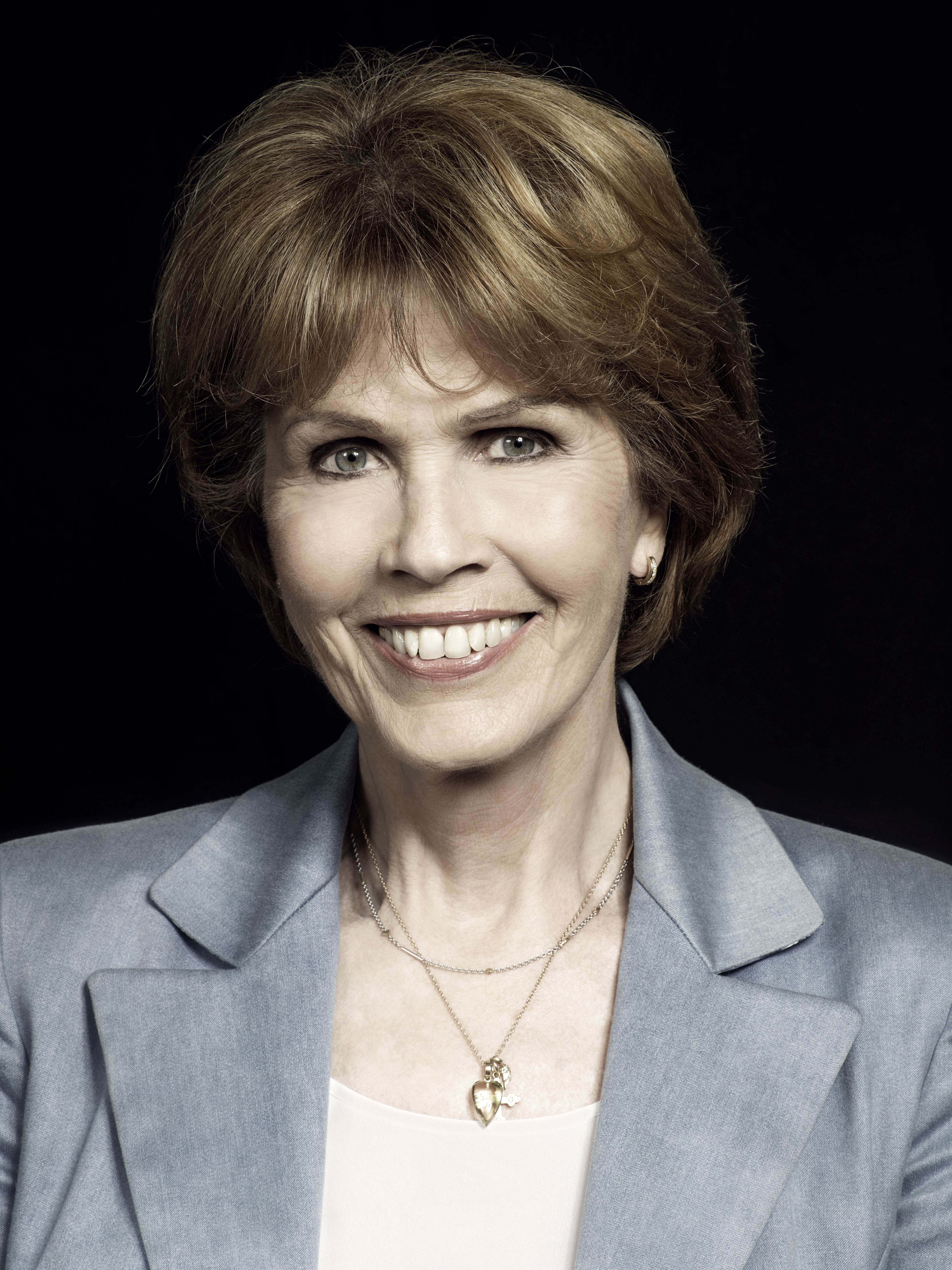
Christa Maar (2015)

Christa Maar (geb. Weber; * 8. April 1939 in Frankfurt am Main; † 4. November 2022 in München) war eine deutsche Kunsthistorikerin. 2001 gründete sie mit ihrem Ex-Mann Hubert Burda die Felix Burda Stiftung, die sich der Prävention und Früherkennung von Darmkrebs widmet. Maar war geschäftsführender Vorstand und gehörte auch dem Kuratorium an.

## Leben
Christa Maar, Tochter eines Physikers, besuchte ein Gymnasium und ab der mittleren Reife eine Wirtschaftsoberschule. Danach studierte sie Kunstgeschichte und wurde 1970 über das Trompe-l’œil in der niederländischen Malerei des 17. Jahrhunderts promoviert. Anschließend arbeitete sie als Drehbuchautorin und Regisseurin von Fernsehfilmen. 1988 übernahm Maar die Chefredaktion von Pan, der auflagenstärksten Kunstzeitschrift in Europa. Sie behielt die Position bis zur Fusion von Pan mit Ambiente im Jahr 1992. 1994 wurde Maar Leiterin der Burda Akademie zum Dritten Jahrtausend, einer interdisziplinären Denkfabrik der Hubert Burda Stiftung. Diese beschäftigte sich zum Beispiel mit den Auswirkungen des Internets auf die Politik.

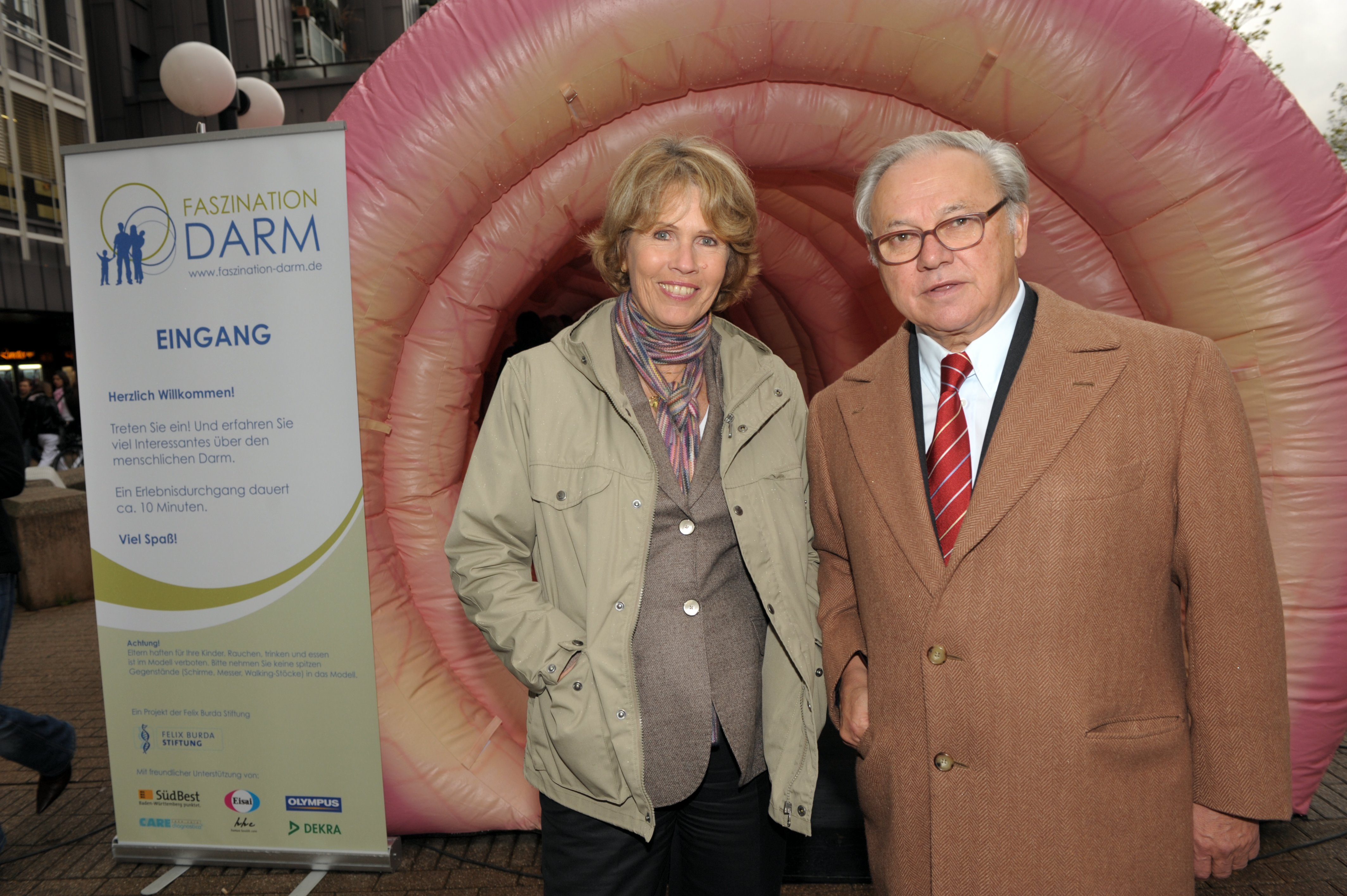
Christa Maar und Hubert Burda bei der Eröffnung des Darmmodells „Faszination Darm“ der Felix Burda Stiftung

Von 1967 bis 1972 war Christa Maar mit dem Verleger Hubert Burda verheiratet. Der Sohn des Paares, Felix Burda, starb 2001 im Alter von 33 Jahren an Darmkrebs. Auf seinen Wunsch hin setzte sich Maar seitdem dafür ein, Menschen für die Bedeutung der Vorsorge zu sensibilisieren. Ins Zentrum ihrer Tätigkeit rückte die 2001 mit Hubert Burda gegründete Felix Burda Stiftung. Maar wurde geschäftsführende Vorständin. Die Stiftung macht seither eine breite Öffentlichkeit auf das Thema Darmkrebsvorsorge aufmerksam. Unter anderem initiierte sie den Darmkrebsmonat März und erreichte die Einführung der gesetzlichen Vorsorgekoloskopie. Darüber hinaus gründete Maar 2004 mit Ärzten und Wissenschaftlern das Netzwerk gegen Darmkrebs, dessen Präsidentin sie war.
Für ihre Verdienste um das Gemeinwohl erhielt sie 2005 das Bundesverdienstkreuz am Bande. 2009 folgte die Auszeichnung mit der Bayerischen Staatsmedaille für Verdienste um die Gesundheit und 2011 der Bayerische Verdienstorden. Die Publikation des Tagesspiegels Agenda vertrat 2015 die Ansicht, der frühe Tod ihres Sohnes habe aus Christa Maar eine „politische Vorkämpferin für die Früherkennung von Darmkrebs“ gemacht. Ab 2015 war Maar Mitglied im Kuratorium des Deutschen Krebsforschungszentrums.
Maar war in erster Ehe mit Peter Krauss (1928–2022), dem Assistenten von Josef Neckermann, verheiratet. Sie starb am 4. November 2022 im Alter von 83 Jahren.

## Filmografie
- Christa Maar (Drehbuch, Regie): Wandas Paradies (1974/1975).[29]
- Christa Maar (Regie): Die Herausforderung (1975).[30]
- Christa Maar (Drehbuch, Regie): Das Double (1975).[31]
- Christa Maar (Regie): Karla S. (1977).[32]
- Christa Maar (Drehbuch, Regie): Das Ende einer Karriere (1977/1978).[33]
- Christa Maar (Regie): Ungleicher Lohn (1982).[34]

## Publikationen
- Christa Maar, Ernst Pöppel, Thomas Christaller (Hrsg.): Die Technik auf dem Weg zur Seele. Forschungen an der Schnittstelle Gehirn/Computer. Rowohlt, Reinbek 1996, ISBN 3-499-60133-8.
- Christa Maar, Florian Rötzer (Hrsg.): Virtual Cities. Die Neuerfindung der Stadt im Zeitalter der globalen Vernetzung. Birkhäuser, Basel 1997, ISBN 3-7643-5620-0.
- Claus Leggewie, Christa Maar (Hrsg.): Internet & Politik. Von der Zuschauer- zur Beteiligungsdemokratie? Bollmann, Köln 1998, ISBN 3-89658-101-5.
- Christa Maar, Hans Ulrich Obrist, Ernst Pöppel (Hrsg.): Weltwissen – Wissenswelt. Das globale Netz von Text und Bild. DuMont, Köln 2000, ISBN 3-7701-5307-3.
- Petra Thorbrietz, Christa Maar (Hrsg.): Gesundheit aus dem Darm. Die Quelle des Wohlbefindens entdecken, schützen und heilen. Zabert Sandmann, München 2003, ISBN 3-89883-050-0.
- Hans Allescher, Verena Drebing, Astrid Kors, Christa Maar (Hrsg.): Hilfe bei Darmkrebs. Trias, Stuttgart 2004, ISBN 3-8304-3159-7.
- Christa Maar, Hubert Burda (Hrsg.): Iconic Turn. Die neue Macht der Bilder. DuMont, Köln 2004, ISBN 3-8321-7873-2.
- Christa Maar, Hubert Burda (Hrsg.): Iconic Worlds. Neue Bilderwelten und Wissensräume. DuMont, Köln 2006, ISBN 3-8321-7995-X.

## Ehrungen (Auswahl)
- 2005: Verdienstkreuz am Bande des Verdienstordens der Bundesrepublik Deutschland[23]
- 2009: Bayerische Staatsmedaille für Verdienste um die Gesundheit[24]
- 2011: Bayerischer Verdienstorden[25]